# Antony Blinken
Antony John Blinken (Yonkers, New York állam, 1962. április 16. –) amerikai politikus, az USA 71. külügyminisztere, Joe Biden elnöksége alatt. Korábban is volt már kormánytisztviselő: 2015 és 2017 között az Egyesült Államok külügyminiszter-helyetteseként, 2013 és 2015 között nemzetbiztonsági tanácsadó helyettesként dolgozott Barack Obama elnöksége alatt. Még korábban a Stratégiai és Nemzetközi Tanulmányok Központjának vezető munkatársa volt 2001 és 2002 közt, majd a Szenátus Külkapcsolati Bizottságának demokrata vezetője 2002 és 2008 közt. Az Obama-Biden páros megválasztása után őket segítette tanácsadóként az elnöki átmenet időszakában, 2008 novembere és 2009 januárja között.
2009 és 2013 között az elnök helyettes asszisztenseként és az alelnök nemzetbiztonsági tanácsadójaként tevékenykedett. 2002 és 2008 között az Egyesült Államok Szenátusának Külkapcsolati Bizottságának demokrata személyzeti igazgatója volt. A Clinton-kormány alatt a Külügyminisztériumban működött, illetve vezető pozíciókban dolgozott a Nemzetbiztonsági Tanácsban.

## Fiatalkora, tanulmányai
Blinken 1962. április 16-án született Donald M. Blinken és Judith Frehm gyermekeként zsidó családban. A New York-i Dalton Iskolába járt 1971-ig, majd Párizsba költözött, ahol az École Jeannine Manuel tanulója volt. Szülei elváltak, és édesanyjával és annak új férjével, Samuel Pisar ügyvéddel – aki túlélte mind az auschwitzi, mind a dachaui koncentrációs tábort – Franciaországba költözött.
A Harvard Egyetemen tanult, ahol a The Harvard Crimson munkatársa volt, és társszerkesztője a hetente megjelenő művészeti magazinnak. Jogi doktori diplomáját a Columbia Law School-ban szerezte meg 1988-ban. Tanulmányai befejeztével joggyakorlatot folytatott New Yorkban és Párizsban. Az 1988-as elnöki kampányban édesapjával Michael Dukakis demokrata elnökjelölt adománygyűjtését segítette.

## Karrier

### Clinton és Bush adminisztráció
Blinken két évtized alatt két közigazgatásban töltött be vezető külpolitikai pozíciókat. 1994 és 2001 között az Egyesült Államok Nemzetbiztonsági Tanácsának (NSC) munkatársa volt a Fehér Házban. 1994 és 1998 között az elnök különleges asszisztense és a stratégiai tervezésért felelős igazgatója, valamint az NSC beszédírásért felelős igazgatója volt. 1999 és 2001 között az elnök különleges asszisztense, valamint az európai és kanadai ügyekért felelős vezető igazgató volt.
2002-ben kinevezték az Egyesült Államok Szenátusának Külkapcsolati Bizottságának személyzeti igazgatójává. Ezt a tisztséget 2008-ig töltötte be. A Stratégiai és Nemzetközi Tanulmányok Központjának munkatársa is volt. 2008-ban segítette Joe Biden  elnöki kampányát és tagja volt az Obama-Biden páros csapatának, akik segítették az új kormány felállását.

### Obama-adminisztráció

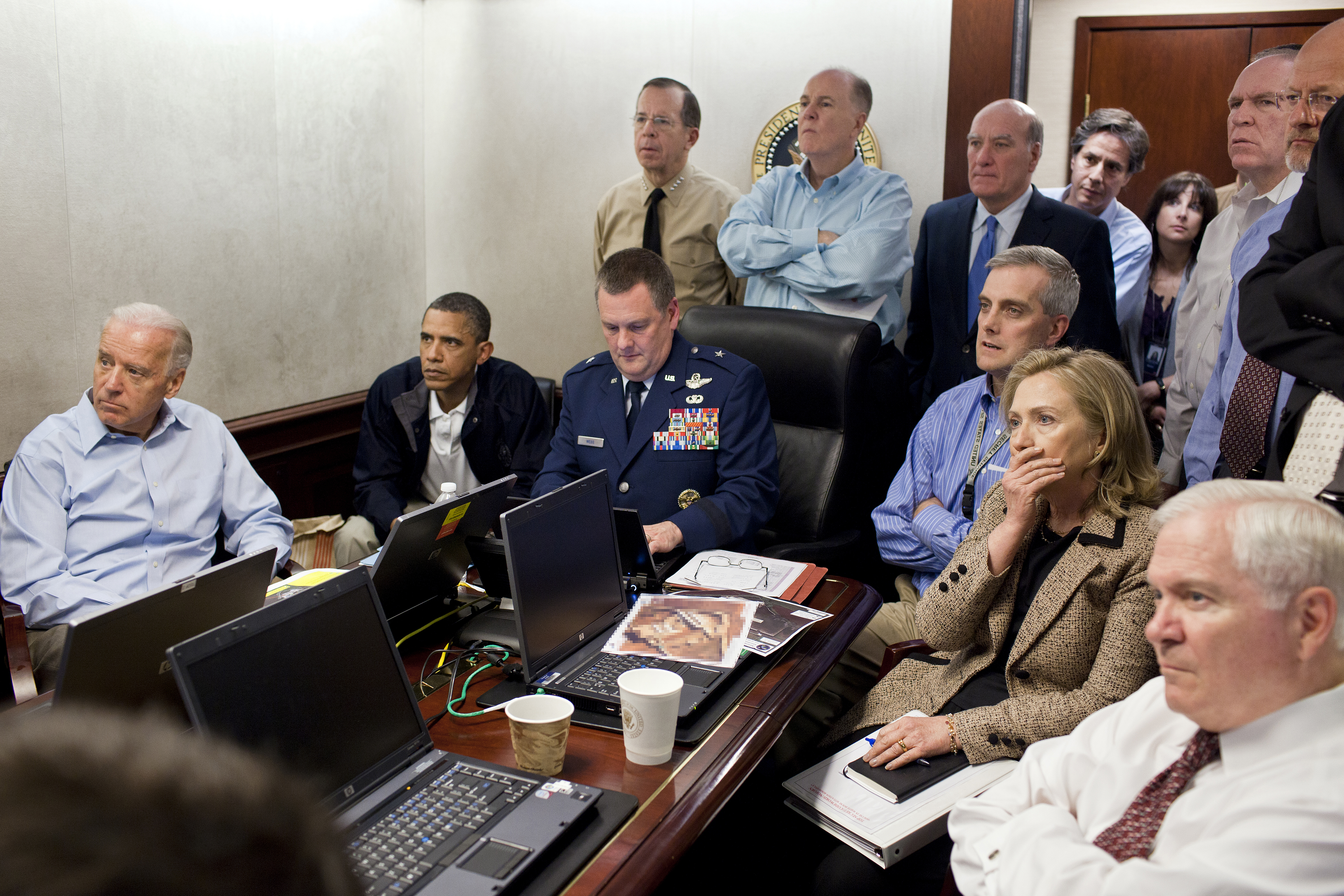
Blinken, kék ingben a szoba hátsó részében, az Oszama bin Láden rajtaütés során

2009 és 2013 között az elnök helyettes asszisztenseként és az alelnök nemzetbiztonsági tanácsadójaként tevékenykedett. Ebben a pozícióban az afganisztáni, pakisztáni és iráni nukleáris programmal kapcsolatos amerikai politika kialakításában is közreműködött.
2014. november 7-én Obama elnök bejelentette, hogy Blinkent jelöli a helyettes titkár posztjára, a nyugdíjba vonuló William Joseph Burns helyére. 2014. december 16-án Blinkent 55–38 szavazati arányban megerősítették a szenátus helyettes államtitkáraként.
Obama Oszama bin Laden meggyilkolásáról szóló 2011-es döntéséről Blinken azt mondta: "Soha nem láttam még bátrabb döntést egy vezető részéről". 2013-ban úgy jellemezték, hogy egyike "a kormány kulcsszereplőinek a szíriai politika kidolgozásában".

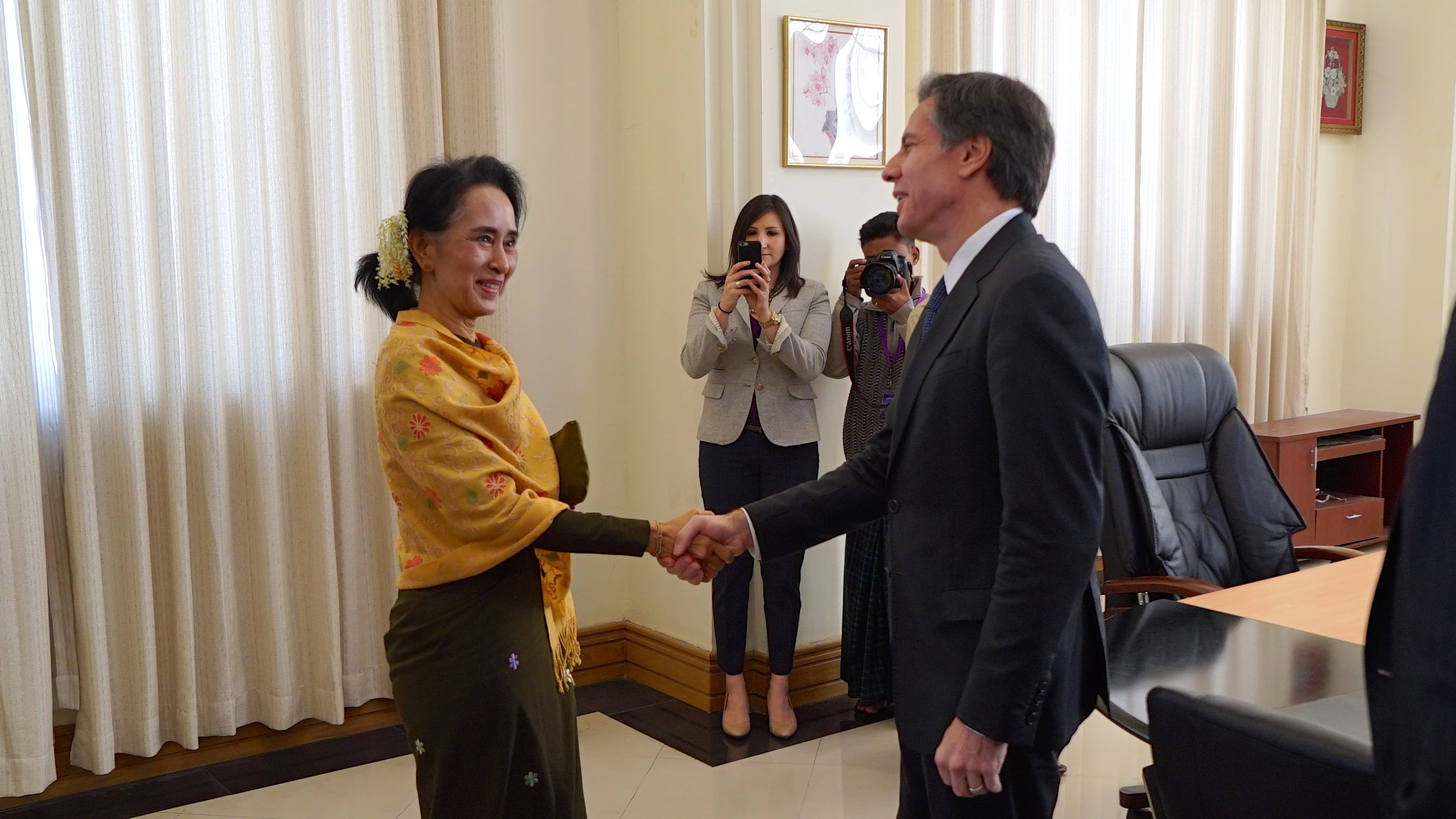
Blinken Aun Szan Szu Kyivel, a mianmari demokráciapárti vezetővel 2016. január 18-án

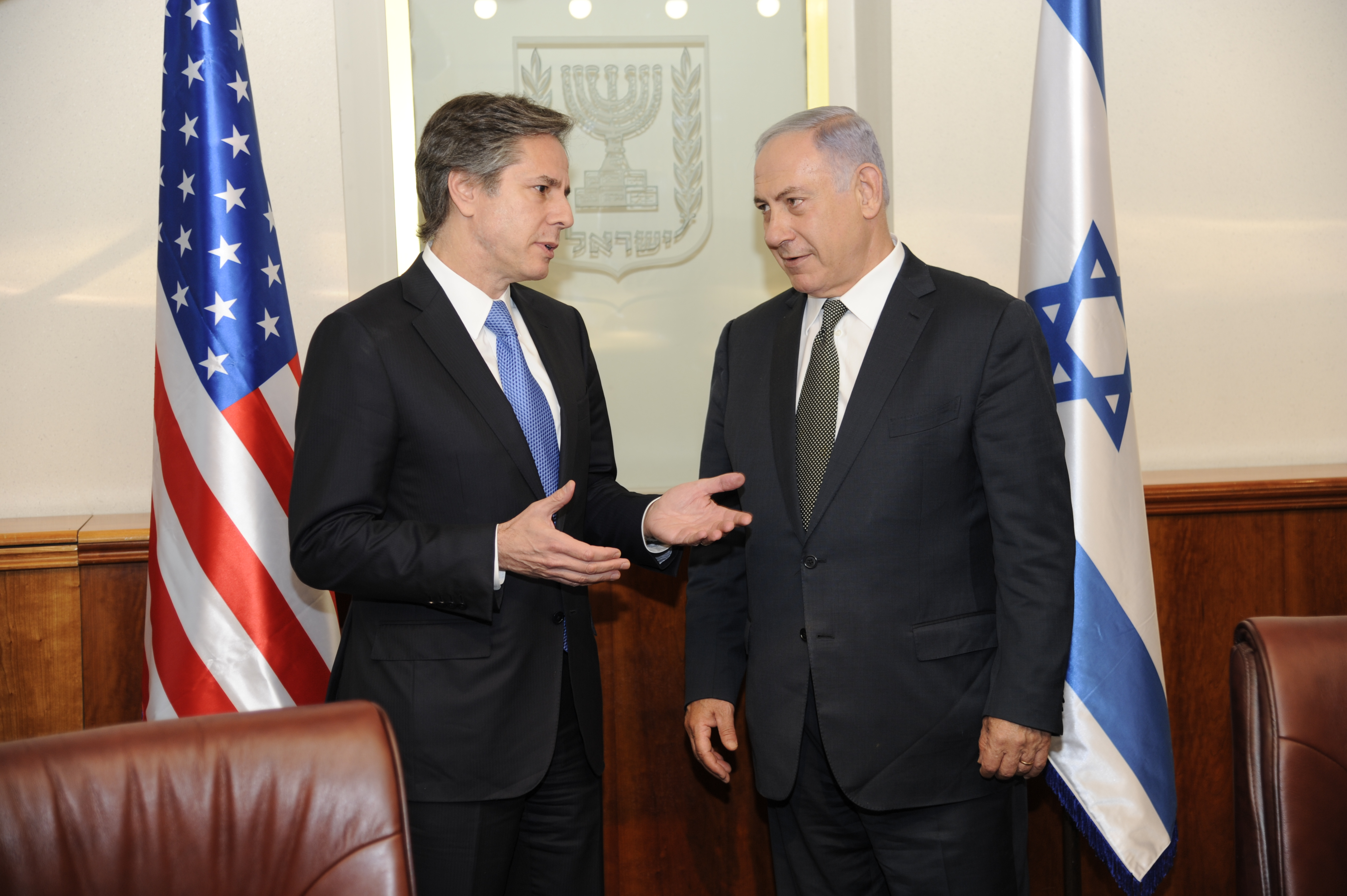
Blinken és Benjámin Netanjáhú izraeli miniszterelnök 2016. június 16-án, Jeruzsálemben.

Blinken döntő szerepet játszott az Obama-kormány válaszainak megfogalmazásában a 2014-es krími válság idején. A Brookings Intézetben 2014 júniusában tartott beszédében kiemelte, hogy szükség van egy széles és kiterjedt szankciórendszerre, amely Vlagyimir Putyin orosz elnök belső körére és az orosz közvéleményre összpontosít. Szükség van arra, hogy az oligarchákat elrettentse az amerikai alapú források kockáztatásától, illetve arra is, hogy "megmutassa az orosz népnek, hogy nagyon súlyos pénzbüntetés jár a [Putyinhoz hasonló] nemzetközi bűnözők támogatásáért".
Elítélte a 2016-os törökországi katonai puccskísérletet és támogatását fejezte ki a demokratikusan megválasztott török kormány és intézményei felé.

### Magánszektor

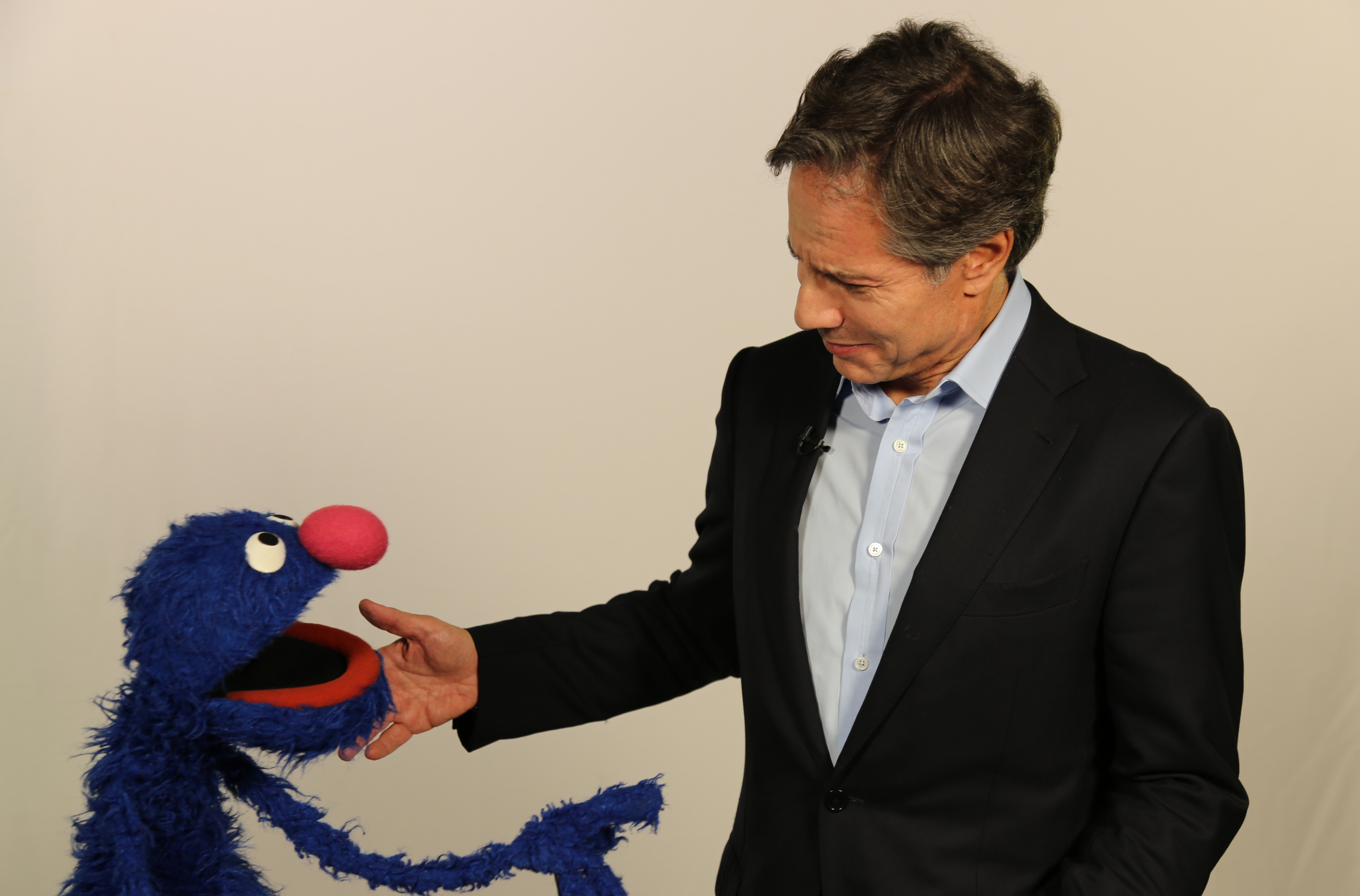
Blinken találkozik a Szezám utca szereplőjével, Grover-vel, hogy menekülteket érintő problémákról beszéljen az ENSZ-ben, New York-ban, 2016-ban.

2017-ben megalapította Michèle Flournoy, Sergio Aguirre és Nitin Chadda társaságában a WestExec Advisors politikai tanácsadó céget. A WestExec foglalkozik többek között a geopolitikai kockázatokra vonatkozó potenciális akvizíciók és befektetések elemzésével, valamint betekintést nyújt szabályozási kérdésekbe, az Egyesült Államok és a legfontosabb nemzetközi piacok politikai változásaiba, az ágazatspecifikus és makrogazdasági trendekbe, valamint a politikai hírszerzésbe. A WestExec emellett segíti az ügyfeleket a kínai piachoz való hozzáférésben, terjeszkedésben "miközben védelmet nyújt az Egyesült Államok és Kína közötti kereskedelmi feszültségekkel szemben". A WestExec ügyfelei között volt a Jigsaw (Google), egy izraeli mesterséges intelligenciával foglalkozó cég, a Windward, és a "Fortune 100 types". Flournoy a The Interceptnek adott interjújában kifejtette, hogy a WestExec "a közelmúltban a kormányból kilépő embereket" igyekszik foglalkoztatni a "jelenlegi ismereteikkel, szakértelmükkel, kapcsolataikkal, hálózataikkal".
Blinken a Pine Island Capital Partners magántőke-társaság partnere is. A cég honlapja szerint Blinken a DC partners csapatánál dolgozott, amely "a befektetési csapattal párhuzamosan foglalkozik ügyletek beszerzésével, elemzések készítésével, ajánlatok megnyerésével, tranzakciók lezárásával és közvetlen tanácsadással". A Pine Island jelenlegi elnöke John Thain, aki a Merrill Lynch befektetési bank utolsó elnöke volt, mielőtt eladta azt a Bank of America-nak. Blinken visszavonult a Pine Island Capital Partners-től 2020-ban, hogy a Biden-kampány vezető külpolitikai tanácsadójaként dolgozzon.
Tagja a Külkapcsolatok Tanácsának (CFR). A CFR-ben 2016-ban tartott beszédében kiállt az internacionalista és a multilateralizmus politikája mellett.

### Biden-adminisztráció
Blinken külpolitikai tanácsadó volt Biden 2020-as elnöki kampányában. 2020. június 17-én azt mondta, hogy Biden "nem szeretne Izraelnek katonai segítséget nyújtani olyan dolgokban, mint az annektálás vagy az izraeli kormány egyéb döntései, amelyekkel esetleg nem értünk egyet". Blinken méltatta a Trump-kormány által közvetített normalizációs megállapodásokat Izrael és Bahrein, valamint az Egyesült Arab Emírségek között.
2020. november 22-én a Bloomberg News arról számolt be, hogy Biden Blinkent jelöli a külügyminiszteri pozícióra, amely értesülést később a New York Times és más lapok is megerősítettek. 2021. január 26-án a Szenátus 78-22 arányban jóváhagyta Blinken jelölését.

## Bibliográfia
- Blinken, Antony J. (1987). Ally versus Ally: America, Europe. and the Siberian Pipeline Crisis. New York: Praeger
- Blinken, Antony J. (2001). "The False Crisis Over the Atlantic". Foreign Affairs. 80 (3): 35–48.
- Blinken, Antony J. (June 2002). "Winning the War of Ideas". The Washington Quarterly. 25 (2): 101–114.
- Blinken, Antony J. (December 2003). "From Preemption to Engagement". Survival. 45 (4). 33–60.
- Blinken, Antony J. (July 9, 2017). "The Islamic State Is Not Dead Yet" . The New York Times. (Hozzáférés: 2020. november 23.)

## Magánélete
2002-ben vette feleségül Evan Ryant.
Két gyermekük született.

## Fordítás
- Ez a szócikk részben vagy egészben  a   Tony Blinken című angol Wikipédia-szócikk ezen változatának fordításán alapul.  Az eredeti cikk szerkesztőit annak laptörténete sorolja fel. Ez a jelzés csupán a megfogalmazás eredetét és a szerzői jogokat jelzi, nem szolgál a cikkben szereplő információk forrásmegjelöléseként.